# Pavel Fořt
Pavel Fořt (ur. 26 czerwca 1983 w Pilźnie) – czeski piłkarz występujący na pozycji napastnika.

## Kariera klubowa
Fořt profesjonalną karierę rozpoczynał w pierwszoligowej Viktorii Pilzno. W debiutanckim sezonie 2000/2001 w lidze zagrał pięć razy. Z klubem zajął także ostatnie, szesnaste miejsce w lidze i spadł do drugiej ligi. Na zapleczu ekstraklasy spędził dwa sezony. W 2003 roku awansował z Viktorią do ekstraklasy, jednak wówczas odszedł z klubu. W Viktorii grał przez trzy lata. W tym czasie rozegrał tam 55 spotkań i zdobył 29 bramek.
W lipcu 2003 podpisał kontrakt ze Slavią Praga. Pierwszy ligowy występ w jej barwach zanotował 26 lipca 2003 w wygranym 2-0 meczu z Viktorią Žižkov. 9 sierpnia 2003 w wygranym 2-0 pojedynku z Tescoma Zlín strzelił pierwszego gola w trakcie gry w czeskiej ekstraklasie. W Slavii Fořt spędził w sumie cztery sezony. Przez ten czas zagrał tam 81 razy i zdobył 21 bramek.
W styczniu 2007 za milion euro został sprzedany do francuskiego pierwszoligowca – Toulouse FC. W Ligue 1 zadebiutował 24 stycznia 2007 w wygranym 1-0 spotkaniu z OGC Nice. W sezonie 2006/2007 wystąpił łącznie w dziewięciu meczach. Natomiast w lidze uplasował się z klubem na trzeciej pozycji i wywalczył z nim awans do kwalifikacji Ligi Mistrzów. W tych rozgrywkach jednak nie wystąpił, gdyż na cały sezon 2007/2008 został wypożyczony do klubu FC Brussels. Po zakończeniu sezonu powrócił do Toulouse. Przez kolejne pół roku nie rozegrał tam żadnego spotkania, dlatego w styczniu 2009 wypożyczono go do Slavii Praga.
W 2010 roku został piłkarzem Arminii Bielefeld. Następnie grał w Dynamie Drezno i Slovanie Bratysława. W 2015 przeszedł do 1. FK Příbram.

## Kariera reprezentacyjna
Fořt należał do reprezentacji Czech U-21, w której grał w latach 2003–2005. W tym czasie rozegrał tam sześć spotkań i zdobył jedną bramkę.